# Петровский, Георгий Семёнович
Георгий Семёнович Петровский (1924—1989) — советский офицер и военачальник, участник Великой Отечественной войны. Герой Советского Союза (1944). Генерал-лейтенант (25.04.1975).

## Биография
Родился 1 февраля 1924 года в станице Аксайская (ныне город Аксай Ростовской области) в крестьянской семье. Украинец.
После смерти отца переехал в село Конобеево Воскресенского района в семью старшей сестры. С 1937 по 1940 годы учился в Конобеевской средней школе, которую закончил на отлично. Здесь же вступил в комсомол.
В Красной Армии с 1941 года. Окончил Саратовское бронетанковое училище в 1942 году. В действующей армии с 15 июля 1943 года. Воевал в 112-й танковой бригаде (с октября 1943 — 44-я гвардейская танковая бригада, 11-й гвардейский танковый корпус, 1-я танковая армия, 1-й Украинский фронт). Участник Курской битвы и битвы за Днепр. Свой первый подвиг совершил через 3 дня после прибытия на фронт — в бою 18 июля 1943 года у села Коровино Томаровского района Курской области дважды во главе взвода врывался в село и в итоге обратил врага в бегство, лично уничтожил 2 миномётных расчёта и 20 солдат. Через несколько дней получил и первую награду — медаль «За боевые заслуги».
Командир взвода танков Т-34 и комсорг танкового батальона гвардии лейтенант Георгий Петровский особо отличился в ходе Житомирско-Бердичевской наступательной операции, командуя передовым разведотрядом бригады. В боях в период с 24 декабря 1943 года по 2 января 1944 года на территории Винницкой и Житомирской областей Украинской ССР с боем освободил село Гнилец, наголову разгромив стоявший в нём немецкий гарнизон. В бою за село Соболевка, когда до 30 немецких танков с пехотой атаковали советские части, во главе танкового взвода скрытно вышел в тыл атакующим и нанёс внезапный удар, заставив противника разбегаться в панике под огнём. Всего в этом рейде его разведка освободила от гитлеровцев 6 сёл, разгромила 3 немецких колонны, уничтожила 48 автомашин и 1 зенитную батарею, захватила 3 орудия и 20 исправных автомашин. Лично уничтожил 1 танк, 4 орудия, 2 пулемётные точки, уничтожил несколько десятков немецких солдат. Также своими отважными действиями способствовал прорыву бригады и освобождению с ходу города Бердичев. В бою у Бердичева 30 декабря 1943 года его танк был подбит, а сам он тяжело ранен, но сумел вынести из горящего танка двух тяжелораненых своих подчинённых. За эту операцию представлен к званию Героя Советского Союза.
Указом Президиума Верховного Совета СССР «О присвоении звания Героя Советского Союза генералам, офицерскому, сержантскому и рядовому составу Красной Армии» от 10 января 1944 года за «образцовое выполнение боевых заданий командования на фронте борьбы с немецко-фашистскими захватчиками и проявленные при этом отвагу и геройство» удостоен звания Советского Союза с вручением ордена Ленина и медали «Золотая Звезда» (№ 2075).
После излечения в госпитале продолжил службу в армии, но его направили не на фронт, а на учёбу в академию. В 1947 году окончил Военную академию бронетанковых и механизированных войск имени И. В. Сталина, а в 1972 году — Военную академию Генерального штаба Вооружённых сил СССР имени К. Е. Ворошилова.
С августа 1967 по сентябрь 1970 года — командир 41-й особой мотострелковой дивизии. С июля 1972 года — первый заместитель командующего 7-й танковой армией в Белорусском военном округе. С апреля 1974 по декабрь 1977 года командовал 39-й общевойсковой армией Забайкальского военного округа. Армия дислоцировалась на территории Монголии. С декабря 1977 года — заместитель начальника Высших офицерских курсов «Выстрел» имени Маршала Советского Союза Б. М. Шапошникова.
В августе 1980 — мае 1982 годов — главный военный советник в Анголе. С июля 1982 года — консультант курсов «Выстрел». С сентября 1986 года в запасе.
Жил в городе Солнечногорск Московской области.
Член ВЛКСМ с 1939 года. Член ВКП(б)/КПСС с 1943 года.
Умер в марте 1989 года. Похоронен на Старом кладбище Солнечногорска.

## Воинские звания
- Полковник (27.06.1961)
- Генерал-майор (19.02.1968)
- Генерал-лейтенант (25.04.1975)

## Награды
- Медаль «Золотая Звезда» Героя Советского Союза № 7994 (10.01.1944).[4]
- Орден Ленина (10.01.1944)).[4]
- Орден Отечественной войны 1 степени (11.03.1985)[5]

- Три ордена Красной Звезды (30.08.1943[5], 29.12.1943[6], 1956)
- орден «За службу Родине в Вооружённых Силах СССР» 3-й степени

- медали, в том числе:
- медаль «За боевые заслуги» (23.07.1943)[7]

- «В ознаменование 100-летия со дня рождения Владимира Ильича Ленина» (6.04.1970)
- «За победу над Германией в Великой Отечественной войне 1941—1945 гг.» (9.5.1945)
- «20 лет Победы в Великой Отечественной войне 1941—1945 гг.» (7.05.1965[8])
- «30 лет Победы в Великой Отечественной войне 1941—1945 гг.»[9]
- Медаль «Сорок лет Победы в Великой Отечественной войне 1941—1945 гг.»[10]

- «Ветеран труда»
- «30 лет Советской Армии и Флота»[11]
- «40 лет Вооружённых Сил СССР»[12]
- «50 лет Вооружённых Сил СССР» (26.12.1967[13])
- «60 лет Вооружённых Сил СССР» (28.01.1978[14])
- Знак «25 лет победы в Великой Отечественной войне» (1970)